# Naamrecht
Het naamrecht is het recht van een kind om, vanaf de geboorte, een naam te krijgen. Dit recht is opgenomen in artikel 7 van het Verdrag inzake de rechten van het kind en valt tevens binnen de reikwijdte van artikel 8 van het Europees Verdrag voor de Rechten van de Mens.
In Nederland is het naamrecht opgenomen in de tweede titel van het eerste boek van het Burgerlijk Wetboek. De regeling met betrekking tot de registratie van de voor- en achternaam verschilt. De voornamen worden bij de geboorteaangifte opgegeven en in de geboorteakte opgenomen. Voor de achternaam gelden afwijkende regels, waarbij de specifieke familieband doorslaggevend is.